# 卡里尼亚诺王子号铁甲舰
“卡里尼亚诺王子”号铁甲舰（Principe di Carignano）是19世纪60年代为意大利皇家海军建造的卡里尼亚诺王子级铁甲舰的首舰。作为意大利建造的第一艘铁甲舰，本舰于1861年1月开始铺设龙骨，舰体于1863年9月下水，1865年6月最终完工。作为一艘船旁列炮铁甲舰，“卡里尼亚诺王子”号装备了10门203（8英寸）炮和12门164（6.5英寸）炮。
“卡里尼亚诺王子”号在1866年第三次意大利独立战争期间参加了利萨海战。在战斗中，乔瓦尼·瓦卡海军上将以本舰作为旗舰率领意大利先锋舰队。然而，意大利舰队的先锋舰队因与主力舰队分离，而未受到重创。由于战后出现了更现代化的装甲舰，以及在利萨战败后意大利海军预算大幅削减，“卡里尼亚诺王子”号的服役生涯受到限制。该舰于1875年从海军名册上除名，并被拆解以腾出建造新式铁甲舰所需的资金。

## 设计
“卡里尼亚诺王子”号垂间长72.98（239英尺5英寸），舷宽15.1（49英尺6英寸），平均吃水深7.18（23英尺7英寸）。标准排水量为3,446長噸（3,501公噸），满负荷时排水量可达3,912長噸（3,975公噸）。舰上配备有572名舰员。其推进系统由一台单胀式船用蒸汽机组成，驱动单具螺旋桨，蒸汽由四个燃煤矩形火管锅炉供应。其发动机的额定功率为1,968匹指示馬力（1,468千瓦特），可产生10.4節（19.3每小時；12.0英里每小時）的最高速度。以10節（19每小時；12英里每小時）速度航行时可航行约1,200海里（2,200；1,400英里）。为了辅助蒸汽机的动力，该舰还配备了三桅巴肯亭式帆装。
“卡里尼亚诺王子”号属于船旁列炮铁甲舰，主炮为10门72磅203（8英寸）炮，副炮为12门164（6.5英寸）來福線前膛砲。本舰的舰首安装了一个马刺形的撞角。舰体覆盖有121（4.75英寸）厚的锻铁装甲。

## 服役历史
由撒丁王国海军订购的“卡里尼亚诺王子”号于1861年1月在热那亚的福斯造船厂安放龙骨，这是意大利第一艘国产铁甲舰。当1863年9月15日该舰下水时，意大利大部分地区已统一，并成立了意大利皇家海军。1865年6月11日“卡里尼亚诺王子”号最终竣工。次年6月，第三次意大利独立战争在意大利与奥地利帝国之间爆发，普奥战争也同时爆发。此时，“卡里尼亚诺王子”号是同级舰中唯一具备作战能力的舰只。尽管奥地利舰队比意大利舰队在实力上要弱得多，意大利舰队指挥官海军上将卡洛·佩利翁·德·佩尔萨诺在战争最初阶段还是采取了谨慎的行动方针，不愿冒险与奥地利海军直接交战。佩尔萨诺声称他只是在等待从英国建造完成返回意大利本土途中的新式装甲冲角舰“铅锤”号，但他的不作为大大削弱了舰队的士气，他的许多下属公开指责其懦弱的做法。
1866年6月27日，奥地利海军少将威廉·冯·特格特霍夫率领奥地利舰队抵达安科纳，以试图引开意大利方面的注意力。当时，许多意大利舰只的整备都处于混乱状态，“卡里尼亚诺王子”号还没完成重型8英寸炮的装备，而舰队中其他舰只也遇到了各种动力系统或武器方面的故障。尽管如此，“卡里尼亚诺王子”号还是与铁甲舰“圣马蒂诺”号、“玛利亚·皮亚皇后”号和“卡斯特尔菲达多”号集结起来，准备对抗特格特霍夫的舰队。佩尔萨诺在“卡里尼亚诺王子”号上召开了一次军事会议以决定是否出兵与特格特霍夫交战。然而此时特格特霍夫已经从安科纳撤退，这使得佩尔萨诺的决定变得毫无意义。时任意大利海军部长阿戈斯蒂诺·德普雷蒂斯敦促佩尔萨诺采取有效行动并建议他主动出击占领利萨岛以帮助意大利军队内部在库斯托扎战役中失利后恢复军心。于是佩尔萨诺在7月7日离开安科纳在亚得里亚海域进行了一次徒劳无获的扫荡行动并最终于13日返回。

### 利萨战役

显示1866年7月20日利萨海战中两军舰队部署情况的地图]

1866年7月16日，佩尔萨诺率领意大利舰队离开安科纳前往利萨岛并于18日抵达，随队还有装载3000名士兵的运载船。意大利方面以军舰对奥地利在岛上的要塞进行炮击，意图在要塞被压制后让士兵登陆。作为回应，奥地利海军派出特格特霍夫率领的舰队攻击意大利舰只。“卡里尼亚诺王子”号当时是第一总队指挥官乔瓦尼·瓦卡海军上将的旗舰，同舰队还有铁甲舰“安科纳”号和“卡斯特尔菲达多”号。抵达利萨岛后，佩尔萨诺命令瓦卡的第一总队炮击保护岛屿的奥地利堡垒，但瓦卡告诉他，他的舰炮无法抬高到足够的角度来打击高处的堡垒。佩尔萨诺随后派遣瓦卡的总队前往维斯岛，以突破奥地利的港口防御。但当舰队抵达维斯岛时已近黄昏，瓦卡因此取消了攻击行动。
7月19日早上，佩尔萨诺命令铁甲舰“可畏”号进入维斯港，在“卡里尼亚诺王子”号与第一总队其余舰只的支援下，攻击麦当娜炮台。但瓦卡发现在狭窄的水域中他手下的舰只很难发挥作用，因此仅留下“可畏”号来负责压制炮台。由于当天的袭击再次没有取得任何成果，佩尔萨诺决定在20日再次发起攻击。瓦卡将带领他的三艘船在该岛的东北部巡逻，而其余的舰队将再次尝试让士兵登陆。在意大利舰队发起进攻之前，通信船“探险”号传来了特格特霍夫舰队逼近的消息，这引发了佩尔萨诺舰队的一片混乱。瓦卡的舰队位于佩尔萨诺主力舰队东北三英里处，另外三艘铁甲舰则位于更远的西边。佩尔萨诺立即命令他的舰队与瓦卡的舰只编组，由“卡里尼亚诺王子”号领头，舰队先排成并列一字编队，然后排成一路纵队前进。
在行动开始前不久，佩尔萨诺离开了他的旗舰“意大利国王”号，转移到“铅锤”号，然而在其他舰上的指挥官都不知道这一变化。因此，这些舰只开始各自为战。更危险的是，由于佩尔萨诺命令“意大利国王”号停船，导致了在瓦卡的三艘舰后面与其余舰只之间造成了一个很明显的战列线缺口。“卡里尼亚诺王子”号于10:43率先在1,000碼（910）的距离上对敌舰开火，此时奥地利舰队正在逼近意大利战线上这个缺口。意大利舰只的炮击表现不佳，首轮射击都没有命中奥地利舰船。特格特霍夫率领他的舰队穿过瓦卡和与佩尔萨诺的舰船之间的空隙，试图发动混战，但他在第一次通过时未能撞击到意大利舰船。随后，奥地利舰队转向佩尔萨诺的舰队，并猛烈地炮击“意大利国王”号、“圣马蒂诺”号和岸防舰“帕莱斯特罗”号。瓦卡将“卡里尼亚诺王子”号和“卡斯特尔菲达多”号转向左舷，远离正在炮击佩尔萨诺旗下第二总队的奥地利舰队。他曾试图从后方攻击奥地利舰队中的木质舰船，但被三艘蒸汽巡航舰的猛烈火力击退。
“卡里尼亚诺王子”号、“卡斯特尔菲达多”号和岸防舰“瓦雷泽”号与奥地利木制风帆战列舰“国王”号交战，但在敌方撤退前未能对其造成致命损伤。此时，“意大利国王”号已被撞沉，“帕莱斯特罗”号也已中弹起火，不久后就因弹药库爆炸而被摧毁。此时虽然佩尔萨诺手中的舰只数量依然超过奥地利，但他仍然拒绝反击并率队撤退。奥地利舰队紧跟在意大利舰队后面直到完全脱离战场，之后两队分别向安科纳和普拉进发。在战斗过程中，“卡里尼亚诺王子”号的一块装甲板被奥地利炮弹击穿，一门火炮爆炸。作为回击，“卡里尼亚诺王子”号击中了奥地利铁甲舰“德拉赫”号并击毙该舰的指挥官。

### 后期服役
战斗结束后，佩尔萨诺被乔瓦尼·瓦卡海军上将接替，后者接到命令攻击奥地利在普拉的主要海军基地，但是在正式行动开始之前战争就结束了。“卡里尼亚诺王子”号的战后服役生涯十分有限，其技术先进性和性能先后被中央炮房舰和炮塔舰超越。此外，利萨战役失败后意大利政府对海军舰队的作用失去了信心，并大幅削减了海军预算。由于预算削减严重，导致在1870年9月意大利统一战争中，海军在调动其铁甲舰队进攻奇维塔韦基亚时遇到了极大的困难。相反的是，很多舰只被搁置起来，被征召来当船员的水手也被遣送回家。1870年前后，“卡里尼亚诺王子”号的武器装备被调整成4门8英寸炮与16门164毫米炮。自1871年10月起，本舰与姊妹舰“墨西拿”号、两艘强大级铁甲舰及其他一些舰只一起驻扎在那不勒斯。
1873年，“卡里尼亚诺王子”号被编入意大利主力舰队第二总队，队中的其他舰艇包括蒸汽巡航舰“加埃塔”号和“翁贝托王子”号。当年，整个分舰队的舰艇一起在地中海巡航。1875年，“卡里尼亚诺王子”号被从海军名册中除名，随后在1877年至1897年间被拆解报废。为了减少当时正在建造的卡约·杜里奥级和意大利级铁甲舰对财政带来的压力，海军在1875年至1880年间退役了“卡里尼亚诺王子”号的两艘姊妹舰以及铁甲舰“葡萄牙国王”号，以削减维护费用。

## 脚注

### 引文
1. 1 2  张恩东 (2018)，第232頁.
2. 1 2  陈悦 (2015)，第234頁.
3. ↑  李昊 (2020)，第15頁.
4. ↑  马幼垣 (2013)，第68頁.
5. ↑  李昊 (2019)，第109頁.
6. 1 2 3 4 5  Fraccaroli (1979)，第338頁.
7. ↑  鄺智文 & 蔡耀倫 (2018)，第39頁.
8. 1 2  Sondhaus (1994)，第1頁.
9. ↑  Greene & Massignani (1998)，第217–222頁.
10. ↑  Wilson (1896)，第216–218頁.
11. ↑  Sondhaus (1994)，第1–2頁.
12. ↑  Wilson (1896)，第219頁.
13. ↑  Wilson (1896)，第221–222頁.
14. ↑  大连海运学院《英汉航海词典》编写组 (1980)，第171頁.
15. ↑  西风 (2019)，第122頁.
16. 1 2  申秋元, 姚剑华 & 程新平 (2022)，第270頁.
17. ↑  Wilson (1896)，第221–225, 232頁.
18. 1 2  Wilson (1896)，第223–225, 231–233頁.
19. ↑  Wilson (1896)，第233頁.
20. ↑  Greene & Massignani (1998)，第230頁.
21. ↑  Wilson (1896)，第234–235頁.
22. ↑  Greene & Massignani (1998)，第232頁.
23. ↑  Wilson (1896)，第238–241, 245, 250頁.
24. 1 2  Ordovini, Petronio & Sullivan (2014)，第334頁.
25. ↑  Wilson (1896)，第251頁.
26. 1 2  张黎源 (2020)，第222頁.
27. ↑  张恩东 (2018)，第1頁.
28. ↑  李昊 (2020)，第57頁.
29. ↑  Sondhaus (2001)，第112頁.
30. ↑  Fraccaroli (1979)，第336頁.
31. ↑  Dupont (1872)，第426頁.
32. ↑  Armingen (1873)，第318頁.
33. ↑  Marshall (1995)，第241頁.
34. ↑  Sondhaus (1994)，第50–51頁.

## 期刊来源
- von Armingen, Friedrich Geitler (编).  [Overseas]. Neue Militär-Zeitung (Vienna). 1873-05-21, (41): 318. OCLC 224831739 （德语）.
- Dupont, Paul (编).  [Notes on the Navy and Military Ports of Italy]. La Revue Maritime et Coloniale (Paris: Imprimerie Administrative de Paul Dupont). 1872, XXXII: 415–430  [2024-06-11]. （原始内容存档于2023-12-24） （法语）.
- Ordovini, Aldo F.; Petronio, Fulvio; Sullivan, David M. . Warship International. Vol. 51 no. 4. 2014-12: 323–360. ISSN 0043-0374.